# Astraea heliotropium
Astraea heliotropium is een slakkensoort uit de familie van de Turbinidae. De wetenschappelijke naam van de soort is voor het eerst geldig gepubliceerd in 1784 door Martyn.